# Dark Matter (альбом Pearl Jam)
Dark Matter — двенадцатый студийный альбом американской рок-группы Pearl Jam, выпущенный 19 апреля 2024 года на лейблах Monkeywrench Records и Republic Records. Спродюсированный Эндрю Уоттом, альбом был предварен синглами «Dark Matter», «Running» и «Wreckage».
Записанный в студии Shangri-La в Малибу, Калифорния, и в домашней студии Уотта, альбом стал первым, в котором принял участие концертный и сессионный участник Джош Клингхоффер, который присоединился к группе во время Gigaton Tour 2022—2023. Альбом ознаменовал возвращение группы к совместной работе в составе пяти человек в быстро развивающейся студийной среде; в отличие от предыдущего студийного альбома Gigaton (2020), который был записан в течение нескольких лет и отдельных сессий.
Альбом был выпущен с широким признанием критиков и сопровождался мировым турне Dark Matter. Альбом получил номинации на премию «Грэмми» в категориях «Лучший рок-альбом», «Лучшая рок-песня» («Dark Matter») и «Лучшее рок-исполнение» («Dark Matter»).

## Общая информация и запись
После успешной совместной работы над 2022 студийным альбомом фронтмена Эдди Веддера Earthling, продюсер Эндрю Уотт был привлечен к работе над двенадцатым студийным альбомом Pearl Jam. Первые сессии записи Dark Matter состоялись в феврале 2021 года в домашней студии Уотта, в результате чего были записаны первые два трека: «Scared of Fear» и «React, Respond».
Большая часть Dark Matter была записана за три недели в 2023 году в Shangri-La в Малибу, Калифорния, и, согласно пресс-релизу, «передает общий дух группы пожизненных творческих единомышленников и братьев в одной комнате, играющих так, будто от этого зависит их жизнь». 29 ноября 2023 года барабанщик Мэтт Кэмерон сообщил, что они закончили запись при помощи Эндрю Уотта и что на тот момент она была «отмастерена, сведена и готова к выходу». 5 января 2024 года гитарист Майк Маккриди описал альбом как «гораздо более тяжелый», чем можно было ожидать, сказав, что запись заняла меньше времени, чем запись предыдущего альбома Gigaton, в основном благодаря участию Уотта, который, как было сказано, «надрал им задницы». Позже в том же месяце, 31 января, группа и Уотт дебютировали с Dark Matter перед группой поклонников в The Troubadour в Западном Голливуде, Калифорния, не раскрывая текстов и названий песен. Во время мероприятия Эдди Веддер заявил, что это их лучшая работа на сегодняшний день и что он не может гордиться группой.
На обложке альбома изображена световая живопись Александра Гнездилова. Для создания обложки альбома был использован большой самодельный калейдоскоп. Для создания перламутрового эффекта каждая буква, изображённая на обложке, была индивидуально запечетлена и написана от руки в воздухе с помощью специально разработанного фонарика.
13 февраля Pearl Jam анонсировали альбом вместе с выпуском одноимённого сингла. Сингл стал главным хитом недели по версии журнала Consequence of Sound.

## Отзывы критиков
| Совокупная оценка | Совокупная оценка |
| Источник          | Оценка            |
| ----------------- | ----------------- |
| AnyDecentMusic?   | 7.7/10            |
| Metacritic        | 81/100            |
| Оценки критиков   |                   |
| Источник          | Оценка            |
| AllMusic          | [ 1 ]             |
| Classic Rock      | [ 13 ]            |
| The Independent   | 9/10              |
| Kerrang!          | 5/5               |
| Mojo              | [ 16 ]            |
| NME               | [ 17 ]            |
| Pitchfork         | 6.4/10            |
| Rolling Stone     | [ 19 ]            |
| Spin              | A−                |
| Uncut             | 8/10              |

Dark Matter получил «всеобщее признание» 81 балл из 100 на агрегаторе рецензий Metacritic на основе семнадцати отзывов критиков, что свидетельствует о «всеобщем признании». Ultimate Classic Rock отметил: «С резкой лирикой и режущими риффами Эдди Веддер и группа представили свой самый удовлетворительный альбом с 90-х годов.» Uncut назвал его «неистовой и свирепой пластинкой, лирически озабоченной тем, что все закончилось или, кажется, вот-вот закончится, но музыкально — скорее пылающей славой, чем каким-либо похоронным костром».
Зак Шонфельд из Pitchfork сдержанно похвалил альбом, заявив, что «Dark Matter играет как ещё одна солидная пластинка Pearl Jam поздней эпохи, надежная, но не откровенная», и выделил «Wreckage» и «Upper Hand», последняя из которых, по его словам, «входит в число лучших песен Pearl Jam этого века». Шонфельд описал «Waiting for Stevie» (которая, по словам Веддера в интервью Говарду Стерну, возникла, когда они с Уоттом ждали, когда Стиви Уандер появится и запишет партию губной гармошки для сольного альбома Веддера Earthling) как «мясистый, гимнический рокер того типа, которого группа избегала по эту сторону Y2K», который «уже стал любимым в сообществе поклонников PJ».
Loudwire поставил его на 9-е место в списке лучших рок-альбомов 2024 года.

## Коммерческое достижение
В американском чарте Billboard 200 Dark Matter дебютировал на пятом месте с 59 000 эквивалентных альбому единиц, став тринадцатым альбомом группы в топ-10. Из этой суммы 52 000 физических копий, включая 24 000 виниловых копий, были проданы в двенадцати различных вариантах цвета винила. По состоянию на август 2024 года альбом заработал более 107 000 эквивалентных единиц в Соединённых Штатах. Синглы Dark Matter и Wreckage также пользовались успехом: оба возглавили Mainstream Rock Airplay, став первыми номерными песнями группы с 1997 года («Given to Fly»), и впервые в истории группы две песни номер один с одного и того же альбома попали в чарт.

## Dark Matter World Tour
См. также Dark Matter World Tour в английском разделе.
13 февраля 2024 года Pearl Jam объявили, что отправятся в мировое турне 2024 года в поддержку Dark Matter. 16 апреля 2024 года Pearl Jam провели рекламный визуализационный «опыт» в некоторых кинотеатрах, демонстрируя проигрывание альбома в темноте и повторив его в визуализационной последовательности, только на одну ночь.
Мировое турне Dark Matter World Tour проходит в четыре этапа.

## Список композиций
Все тексты написаны Эдди Веддером, вся музыка написана Pearl Jam и Эндрю Уоттом, кроме «Something Special» авторства Pearl Jam, Уотта и Джоша Клингхоффера..
| №                   | Название             | Длительность |
| ------------------- | -------------------- | ------------ |
| 1.                  | «Scared of Fear»     | 4:24         |
| 2.                  | «React, Respond»     | 3:30         |
| 3.                  | «Wreckage»           | 5:00         |
| 4.                  | «Dark Matter»        | 3:31         |
| 5.                  | «Won't Tell»         | 3:28         |
| 6.                  | «Upper Hand»         | 5:57         |
| 7.                  | «Waiting for Stevie» | 5:41         |
| 8.                  | «Running»            | 2:19         |
| 9.                  | «Something Special»  | 4:06         |
| 10.                 | «Got to Give»        | 4:37         |
| 11.                 | «Setting Sun»        | 5:43         |
| Общая длительность: | Общая длительность:  | 48:21        |

## Участники записи
Pearl Jam
- Эдди Веддер – вокал, гитара, фортепиано, бэк-вокал
- Джефф Амент – бас-гитара, гитара, баритон-гитара, бэк-вокал (на «Running»)
- Мэтт Кэмерон – ударные, перкуссия
- Стоун Госсард – гитара
- Майк Маккриди – гитара, фортепиано

Дополнительные музыканты
- Эндрю Уотт[англ.] — гитара, фортепиано, клавишные, бэк-вокал (на «Running» и «Got to Give»)
- Джош Клингхоффер – фортепиано, клавишные, гитара
- Марк Дэвис — бэк-вокал (на «Running»)

Технический персонал
- Брайс Бордоне — проектирование микширования, помощь в микшировании
- Джон Бертон — дополнительная звукорежиссура
- Мэтт Колтон[англ.] — мастеринг
- Челси Фодеро — координация производства
- Сербан Генеа — сведение
- Пол ЛаМальфа — звукорежиссёр
- Марко Сонцини — звукорежиссёр
- Томми Тернер — звукорежиссёрская помощь
- Марк ВанГул — гитарный техник, помощник в студии
- Эндрю Уотт — продюсер
- Грегг Уайт — звукорежиссёр-помощник

## Чарты
| Чарт (2024)                                    | Высшая позиция |
| ---------------------------------------------- | -------------- |
| Австралия (ARIA)                               | 2              |
| Австрия (Ö3 Austria)                           | 2              |
| Бельгия/Фландрия (Ultratop)                    | 2              |
| Бельгия/Валлония (Ultratop)                    | 3              |
| Канада (Canadian Albums Chart)                 | 9              |
| Хорватия (HDU)                                 | 3              |
| Дания (Hitlisten)                              | 17             |
| Нидерланды (Album Top 100)                     | 2              |
| Финляндия (Suomen virallinen lista)            | 13             |
| Франция (SNEP)                                 | 13             |
| Германия (Offizielle Top 100)                  | 2              |
| Греция (IFPI)                                  | 24             |
| Венгрия (MAHASZ)                               | 16             |
| Исландия (Plötutíðindi)                        | 7              |
| Ирландия (Irish Albums Chart)                  | 2              |
| Италия (FIMI)                                  | 3              |
| Япония (Oricon)                                | 29             |
| Япония (Oricon)                                | 25             |
| Япония (Billboard Japan)                       | 27             |
| Новая Зеландия (RMNZ)                          | 3              |
| Польша (ZPAV)                                  | 4              |
| Португалия (AFP)                               | 2              |
| Шотландия (Scottish Albums Chart)              | 2              |
| Испания (PROMUSICAE)                           | 3              |
| Швеция (Sverigetopplistan)                     | 21             |
| Швейцария (Schweizer Hitparade)                | 2              |
| Великобритания (UK Albums Chart)               | 2              |
| Великобритания (UK Rock & Metal Albums Chart)  | 1              |
| США (Billboard 200)                            | 5              |
| США (Top Rock & Alternative Albums, Billboard) | 1              |

| Чарт (2024)                     | Позиция |
| ------------------------------- | ------- |
| Бельгия (Ultratop Flanders)     | 189     |
| Швейцария (Schweizer Hitparade) | 96      |